# Limnodynastes
Limnodynastes (лат.) — род земноводных из подсемейства Limnodynastinae семейства австралийских жаб или из семейства Limnodynastidae. Насчитывает 11 видов.

## Описание
Общая длина представителей этого рода колеблется от 4,5 до 9 см. Голова среднего размера. Морда немного вытянута. Глаза с округлыми зрачками. Туловище массивное и крепкое. Барабанная перепонка скрыта. Лапы лишены плавательных перепонок и брачных мозолей. Задние конечности больше передних, а их пальцы довольно длинные. Окраска преимущественно светлых цветов, у ряда видов с полосками, крапинками или точечками.

## Образ жизни
Встречаются в различных ландшафтах, держатся вблизи стоячих водоёмов. Активны в сумерках. Питаются различными беспозвоночными.

## Размножение
Самки откладывают яйца в стоячие водоёмы, часто в луже.

## Распространение
Обитают в Австралии, на островах Тасмания и Новая Гвинея.

## Классификация
На февраль 2023 года в род включают 11 видов:
- Limnodynastes convexiusculus (Macleay, 1878)
- Limnodynastes depressus Tyler, 1976
- Limnodynastes dorsalis (Gray, 1841)
- Limnodynastes dumerilii Peters, 1863
- Limnodynastes fletcheri Boulenger, 1888
- Limnodynastes interioris Fry, 1913
- Limnodynastes lignarius (Tyler, Martin & Davies, 1979)
- Limnodynastes peronii (Duméril & Bibron, 1841)
- Limnodynastes salmini Steindachner, 1867
- Limnodynastes tasmaniensis Günther, 1858 — Лягушковидная жаба
- Limnodynastes terraereginae Fry, 1915